# Madách Pál
Alsó-sztregovai és kiskelecsényi Madách Pál (Alsósztregova, 1827. április 23. – Alsósztregova, 1849. október 1.) alispán, festőművész, Madách Imre költő testvéröccse.

## Élete
Madách Imre császári és királyi kamarás és Majthényi Anna fia. A gimnázium hat osztályát a szülői háznál végezte és a vizsgálatokat 1832-36-ban a váci piaristáknál tette le. Emellett részt vett abban a Literaturai Kevercs című írott gyermeklapban, melyet Madách Imre szerkesztett. Ligeti álnévvel a körvonalnak két egyenlő részre való osztásával foglalkozott. A gimnázium felső osztályait Budapesten végezte, ahol két bátyjával, Imrével és Károllyal együtt lakott. A jogot ugyanott az egyetemen hallgatta 1844-ig. Joggyakorlatra 1844-1845-ben Tarnóczy Kázmér nyitra vármegyei alispánhoz, 1846. augusztus 26-ig pedig Bory László ügyvédhez ment. 1846-47-ben Nógrád vármegyének tiszteletbeli aljegyzője volt, később fizetéses első aljegyzője, 1848-ban másod alispánja. Majthényi László osztrák adminisztrátor felszólítására, hogy tegye le a hódoló esküt, lemondott hivataláról és 1849. február 5-én Losoncra, onnét Rimaszombatba és Rozsnyóra ment. Sikerült a magyar sereghez jutnia és mint a kormány futárát Luzsinszky[pontosabban?] elküldte Kassára (február 11-18.), azután Kossuth Lajos Debrecenből Miskolcra. Naplója szerint március 17-én Cibakháza táján érkezett a táborba; ott volt Bicskénél és Isaszegnél, de gyenge szervezetét megtörték a katonai élet viszontagságai. Lovaglás közben meghűlt, tüdőgyulladásba esett és hazament meghalni. Az elfogatására kiküldött zsandárok már haldokolva találták. Eltemették Alsósztregován 1849. október 2-án.

## Kézirati munkái
- Elvira, elbeszélés, 1846.
- A Duna leánya, 1847.
- Testvérek és barátok, beszély, 1874.
- Éji violák, Uti tárczámból, 1849. (naplója, melybe lemásolta jegyesének levelét is).

Kéziratai az alsó-sztregovai családi levéltárban vannak.